# Chuyến bay 3943 của China Southern Airlines
Chuyến bay 3943 của China Southern Airlines (CZ3943/CSN3943) là chuyến bay nội địa thường xuyên từ sân bay quốc tế Bạch Vân Quảng Châu đến sân bay quốc tế Lưỡng Giang Quế Lâm đã đâm vào một ngọn núi sau khi thất bại trong việc hạ cánh xuống sân bay Lưỡng Giang Quế Lâm, 141 người đã bị giết chết.